# Gedenksteen Vlooienburg
De Gedenksteen Vlooienburg is een oorlogsmonument in Amsterdam-Centrum. De subtitel is: Ter herinnering aan de laatste bewoners van Vlooienburg 1940-1945.
De gedenksteen werd op 15 november 2022 “onthuld” door. Van een echte onthulling kon geen sprake zijn; het monument is uitgevoerd in de vorm van een roestvast stalen trottoirtegel. Ze werd dan ook symbolisch onthuld door een hoopje zand van de tegel weg te schuiven. Symbolisch om te voorkomen dat de geschiedenis van Vlooienburg onder het zand verdwijnt.   
Vlooienburg was een in de 16e eeuws aangeplempt eiland in de Amstel. Amsterdam had grond nodig voor (nieuwe) inwoners. Er kwamen bewoners uit alle windstreken wonen, afgaande uit bodemonderzoek uit de 21e eeuw. Door de vestiging van synagoges kwam er in de loop der eeuwen een steeds grotere concentratie Joodse bewoners te wonen, maar ook in steeds slechter wordende woningen. Een grote slag voor die bewoners kwam door het leeghalen van de wijk onder het bewind van Nazi-Duitsland tijdens de Tweede Wereldoorlog. Alles werd afgebroken, er werd nog druk gegraven naar archeologisch materiaal met het verdween geheel in de bouwput voor de Stopera. Al die jaren waren er wel ideeën om tot een soort gedenkteken te komen, maar het kwam er niet van. Toen de Stopera haar 35-jarig jubileum zag naderen kwamen twee Amsterdamse politici met een nieuw voorstel. Twee wijkraadsleden Gonny van Oudenallen en Anita Mizrahi namen het voortouw en in november 2022 volgde dus plaatsing van de tegel.
De plaquette ligt voor het oorlogsmonument Gedenkteken voormalig Nederlands-Israëlisch jongensweeshuis.